# Cuncas 2
Cuncas II é um dos seis túneis do Eixo Norte do "Projeto de Integração do Rio São Francisco com Bacias Hidrográficas do Nordeste Setentrional". O Projeto está com previsão de ser concluído em 2015, garantindo a segurança hídrica de 390 cidades, e atendendo mais de 12 milhões de nordestinos.
Este túnel tem 4,5 km de extensão, 9 metros de altura e de largura. Interliga os municípios de São José de Piranhas  e Cajazeiras na Paraiba. Seu objetivo é ar vazão a 83 mil litros d'água por segundo.